# Thelotrema elmeri
Thelotrema elmeri är en lavart som beskrevs av Vain. 1921. Thelotrema elmeri ingår i släktet Thelotrema och familjen Thelotremataceae.   Inga underarter finns listade i Catalogue of Life.